# Linia brzegowa

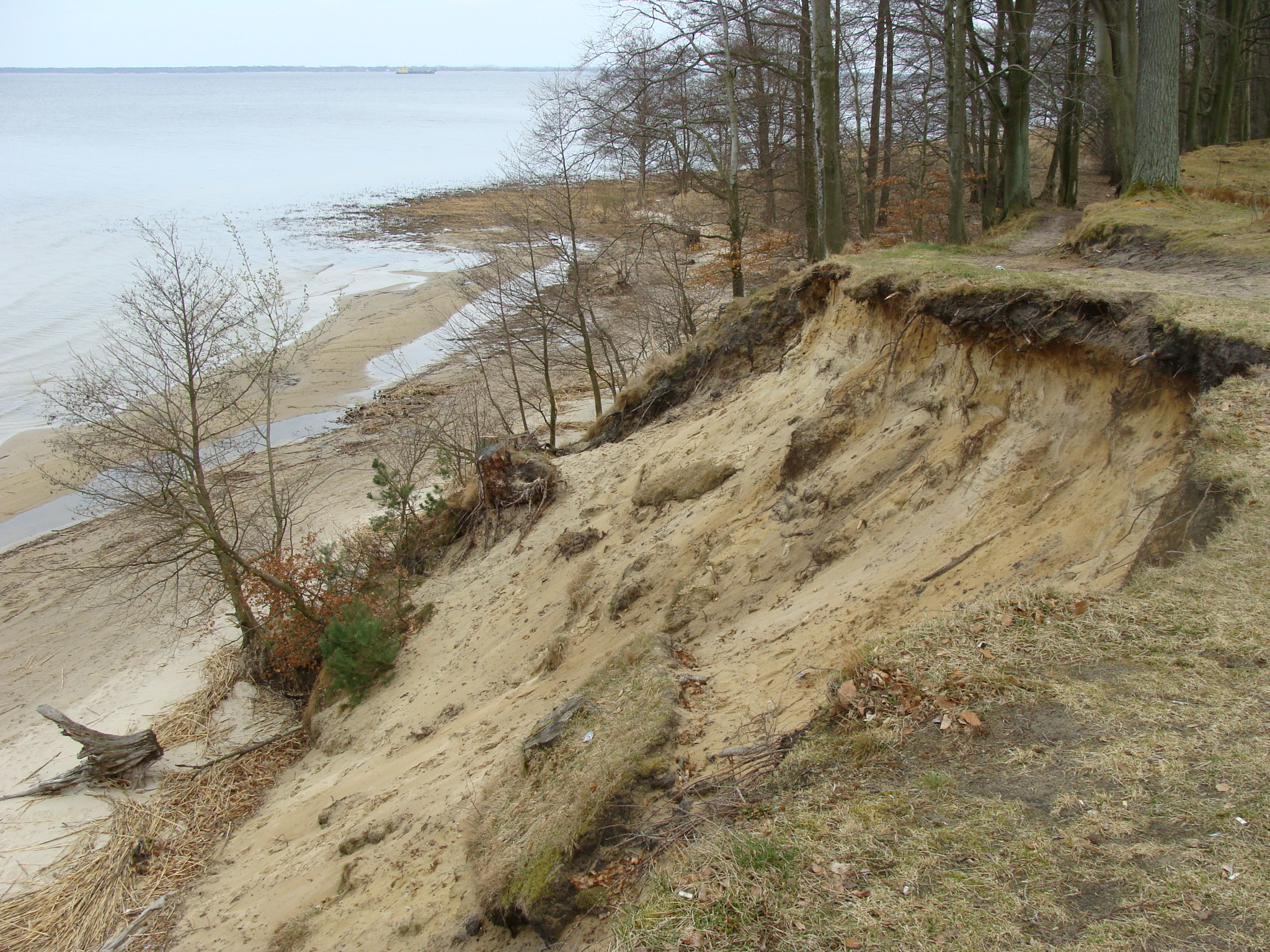
Linia brzegowa: południowy brzeg Zalewu Szczecińskiego na wydmie śródlądowej, na Równinie Wkrzańskiej, między wsiami Brzózki i Trzebież

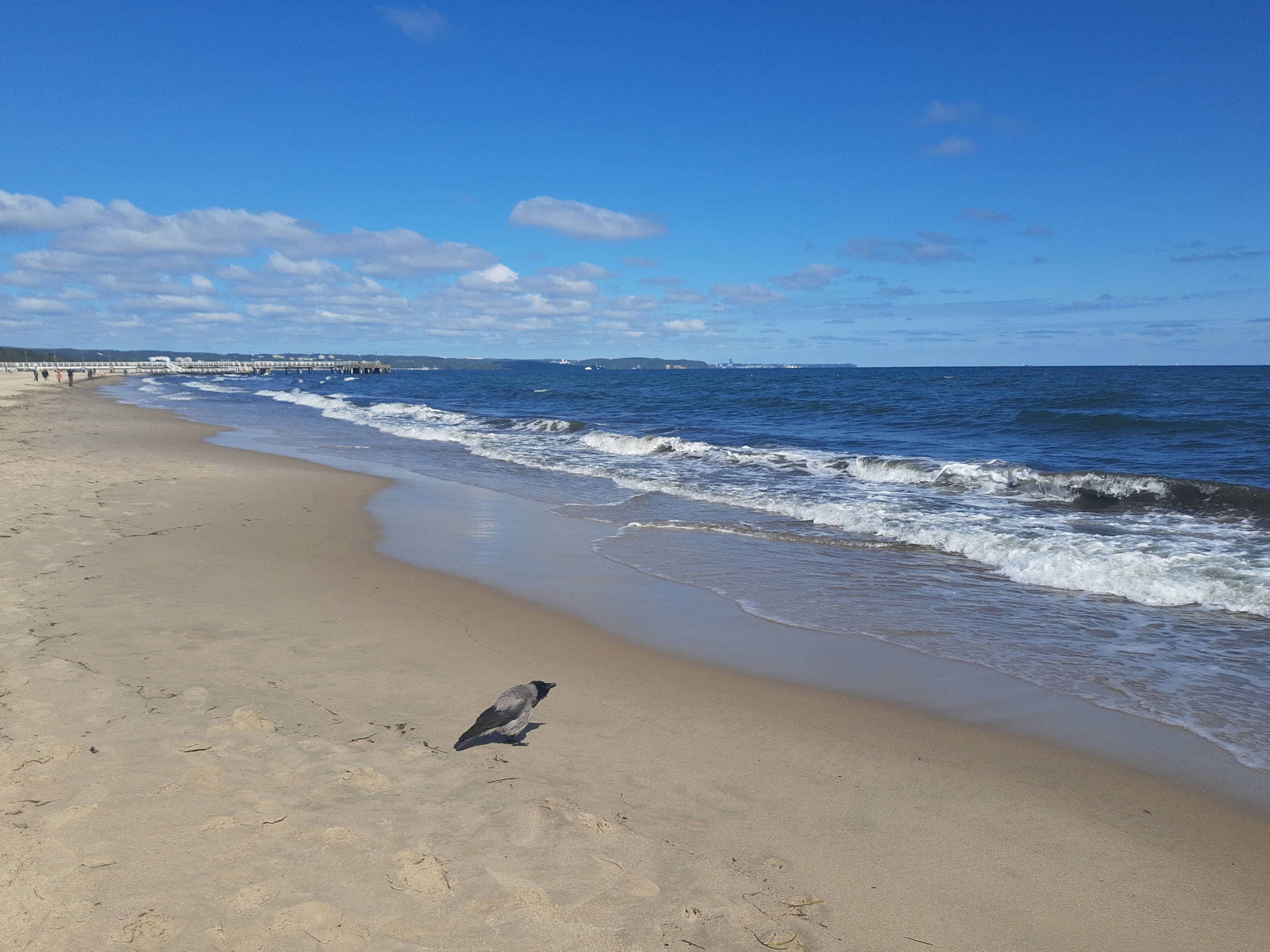
Linia brzegowa: Zatoka Gdańska w Gdańsku

Linia brzegowa – linia zetknięcia się powierzchni wody w zbiorniku lub cieku z powierzchnią lądu.
Ponieważ występują wahania poziomu wody w zbiorniku (np. spowodowane pływami), przebieg linii brzegowej ulega zmianie - stąd też przyjmuje się (np. na mapach) linię brzegową umowną odpowiadającą średniemu poziomowi wody.
Wyróżnia się dwa rodzaje linii brzegowych:
- urozmaicona, rozwinięta (np. linia brzegowa Europy, Azji)
- słabo rozwinięta (np. linia brzegowa Afryki)[2].

Najdłuższą linię brzegową na świecie (ponad 200 tys. kilometrów) ma Kanada. Do najbardziej urozmaiconych linii brzegowych należą te tworzone przez fiordy, m.in. Sognefjorden w Norwegii, oraz ujściowe odcinki rzek, jak np. delta wsteczna Świny i Zalew Szczeciński, oraz linie brzegowe jezior rynnowych, m.in. jezior Jeziorak, Gopło i Wdzydze.